# Halsholm (vid Pensar, Nagu)
Halsholm med Finnholm i söder är en ö nära Aspholm i Nagu,  Finland. Den ligger i Skärgårdshavet i Pargas stad i landskapet Egentliga Finland, i den sydvästra delen av landet. Ön ligger omkring 1 kilometer väster om Aspholm, 14 kilometer öster om Nagu kyrka, 33 kilometer söder om Åbo och omkring 150 kilometer väster om Helsingfors. Närmaste allmänna förbindelse är förbindelsebryggan vid Pensar som trafikeras av M/S Nordep.
Öns area är 27,8 hektar och dess största längd är 1,1 kilometer i sydväst-nordöstlig riktning. Ön höjer sig omkring 25 meter över havsytan. De båda ödelarna är förbundna genom ett smalt näs.